# فرودگاه صحرایی میدلتن
فرودگاه صحرایی میدلتن (به انگلیسی: Middleton Field) یک فرودگاه همگانی و نظامی بهره‌برداری هوایی است که یک باند فرود آسفالت دارد و طول باند آن ۱۲۱۹ متر است. این فرودگاه در شهر اورگرین، آلاباما کشور ایالات متحده آمریکا قرار دارد و در ارتفاع ۷۹ متری از سطح دریا واقع شده‌است.